# Episodi di New Girl (seconda stagione)

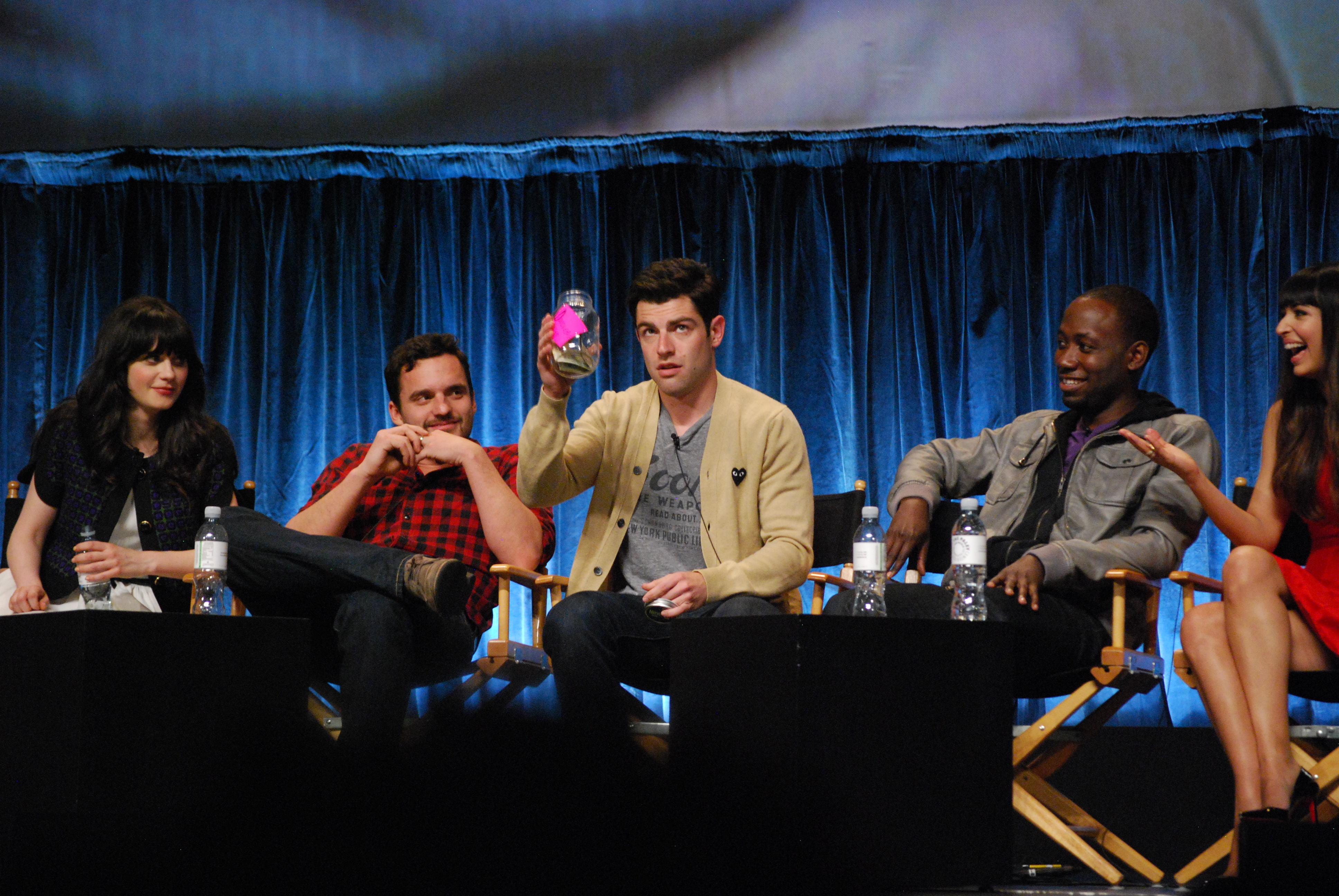
I cinque protagonisti della sitcom al Paleyfest 2012 (da sinistra): Zooey Deschanel (Jess), Jake Johnson (Nick), Max Greenfield (Schmidt), Lamorne Morris (Winston) e Hannah Simone (Cece).

La seconda stagione della serie televisiva New Girl, composta da venticinque episodi, è stata trasmessa in prima visione assoluta negli Stati Uniti d'America da Fox dal 25 settembre 2012. Il 22 ottobre 2012 la Fox ha inizialmente esteso la stagione a 24 episodi, aggiungendo in seguito un ulteriore episodio il 19 febbraio 2013, portando l'ordine della stagione a 25 episodi.
In Italia la stagione è stata trasmessa in prima visione satellitare da Fox, canale a pagamento della piattaforma Sky, dal 29 gennaio al 9 luglio 2013; in chiaro è stata trasmessa da MTV dal 24 aprile al 12 maggio 2014.
| nº | Titolo originale      | Titolo italiano          | Prima TV USA      | Prima TV Italia  |
| -- | --------------------- | ------------------------ | ----------------- | ---------------- |
| 1  | Re-Launch             | Ri-lancio                | 25 settembre 2012 | 29 gennaio 2013  |
| 2  | Katie                 | Doppia identità          | 25 settembre 2012 | 29 gennaio 2013  |
| 3  | Fluffer               | Fluffer emotivo          | 2 ottobre 2012    | 5 febbraio 2013  |
| 4  | Neighbors             | I nuovi vicini           | 9 ottobre 2012    | 12 febbraio 2013 |
| 5  | Models                | Modelle                  | 23 ottobre 2012   | 19 febbraio 2013 |
| 6  | Halloween             | Halloween                | 30 ottobre 2012   | 26 febbraio 2013 |
| 7  | Menzies               | Crisi isterica           | 13 novembre 2012  | 5 marzo 2013     |
| 8  | Parents               | Tra mamma e papà         | 20 novembre 2012  | 12 marzo 2013    |
| 9  | Eggs                  | Test della fertilità     | 27 novembre 2012  | 19 marzo 2013    |
| 10 | Bathtub               | Vasca da bagno           | 4 dicembre 2012   | 26 marzo 2013    |
| 11 | Santa                 | Babbo Natale             | 11 dicembre 2012  | 2 aprile 2013    |
| 12 | Cabin                 | Weekend in baita         | 8 gennaio 2013    | 9 aprile 2013    |
| 13 | A Father's Love       | L'amore di un padre      | 15 gennaio 2013   | 16 aprile 2013   |
| 14 | Pepperwood            | Il maniaco               | 22 gennaio 2013   | 23 aprile 2013   |
| 15 | Cooler                | Il trench                | 29 gennaio 2013   | 30 aprile 2013   |
| 16 | Table 34              | Il giorno dopo           | 5 febbraio 2013   | 7 maggio 2013    |
| 17 | Parking Spot          | Il posto auto            | 19 febbraio 2013  | 14 maggio 2013   |
| 18 | TinFinity             | Stagniversario           | 26 febbraio 2013  | 21 maggio 2013   |
| 19 | Quick Hardening Caulk | Attrazione semi-fatale   | 19 marzo 2013     | 28 maggio 2013   |
| 20 | Chicago               | Chicago                  | 26 marzo 2013     | 4 giugno 2013    |
| 21 | First Date            | Primo appuntamento       | 4 aprile 2013     | 11 giugno 2013   |
| 22 | Bachelorette Party    | Addio al nubilato        | 9 aprile 2013     | 18 giugno 2013   |
| 23 | Virgins               | La prima volta           | 30 aprile 2013    | 25 giugno 2013   |
| 24 | Winston's Birthday    | Il compleanno di Winston | 7 maggio 2013     | 2 luglio 2013    |
| 25 | Elaine's Big Day      | Il grande giorno         | 14 maggio 2013    | 9 luglio 2013    |

## Ri-lancio
- Titolo originale: Re-Launch
- Diretto da: Steve Pink
- Scritto da: Kay Cannon

### Trama
Schmidt finalmente si toglie il gesso che ha dovuto portare per due mesi al pene e, per festeggiare, decide di organizzare un party durante il quale Jess, essendo stata licenziata, decide di prendere parte come shottino-girl. La festa ha luogo e Nick, nonostante non sia d'accordo, serve al bancone e osserva Jess fallire nel suo tentativo di fingere di essere qualcun'altra.
Intanto Schmidt, vedendo arrivare Cece con il nuovo ragazzo, Robby, cerca di impressionarla, invano.
La festa finisce e Jess si ritrova a doversi far consolare ancora una volta da Nick mentre Winston è rimasto nel locale a ballare, ubriaco e felice.
- Guest star: Parker Posey (Casey), Rachael Harris (Tanya Lamontagne), Nelson Franklin (Robby), Ross Mackenzie (Proctor), Cicero Salmon III (Shot Guy).
- Ascolti USA: 5 350 000 telespettatori[3]

## Doppia identità
- Titolo originale: Katie
- Diretto da: Larry Charles
- Scritto da: Elizabeth Meriwether

### Trama
Jess, ancora disoccupata, inizia a dedicarsi alla cucina e all'arte tessile. Preoccupato, Nick porta Jess con sé al locale in cui lavora e qui Jess incontra Andy, il ragazzo delle consegne, di cui si invaghisce. Jess chiede a Nick di dare ad Andy il suo numero. Poco dopo nel locale entra un altro ragazzo, Sam, che chiede a Jess se sia Katie, la donna con cui stava chattando e che avrebbe dovuto incontrare per la prima volta lì. Jess, affascinata dal ragazzo, finge di essere Katie e i due finiscono a letto insieme. Poco dopo però Jess riceve un messaggio dal ragazzo cui Nick aveva dato il suo numero e, per mostrare a Nick e Schmidt che può gestire due ragazzi contemporaneamente, decide di accettare di cenare con lui. Quando però invece di Andy arriva Zamporso, un suo poco affascinante collega, Jess scappa ad incontrare Sam al bagno del bar. Ma arriva Zamporso che sfonda la porta del bagno e così Sam scopre che quella non è Katie bensì Jess. Tuttavia Sam dice a Jess che non le importa che lei non sia Katie e possono continuare a frequentarsi.
Intanto arrivano la mamma di Winston, Charmaine, e la sorella di Winston, Alisha. Schmidt cerca di far colpo su Alisha, giocatrice di basket professionista, ma Alisha gli rivela di non essere interessata a lui e di uscire solo con giocatori di basket. 
Nick intanto incontra al bar un uomo, che gli somiglia e si chiama anch'esso Nick, che afferma di essere il lui del futuro. L'anziano Nick consiglia a Nick di chiedere scusa a Jess, facendole provare un Old Fashioned, per qualcosa di brutto che lui in futuro le farà. Nick racconta l'avventura a Jess, che lo perdona in anticipo per ciò che le farà.
- Guest star: David Walton (Sam), Anna Maria Horsford (Charmaine), Josh Braaten (Andy), Keenyah Hill (Alisha), Raymond J. Barry (vecchio Nick), Josh Gad (Bearclaw).
- Ascolti USA: 5 180 000 telespettatori[3]

## Fluffer emotivo
- Titolo originale: Fluffer
- Diretto da: Fred Goss
- Scritto da: J.J. Philbin

### Trama
Schmidt è deciso ad alzare il livello delle sue conoscenze e tenta di avvicinarsi a Kanye, trascinando con sé Winston che, al momento, ha qualche problema sessuale con la ragazza, con cui non copula da tre settimane. Nel locale dove si trova Kanye e dove Schmidt e Winston si recano, i due incontrano Cece e Schmidt, per mostrarle che l'ha dimenticata, si finge figlio del politico Mitt Romney, per rimorchiare una ragazza che però, qualche giorno dopo, scopre l'inganno. Schmidt finisce con il farsi coccolare da Cece.
 Nick e Jess si ritrovano a cena da soli in un locale elegante; finita la cena Jess parte per un appuntamento con Sam. Al mattino seguente, ascoltando una conversazione tra Nick e Jess, Winston fa capire a Nick che ormai è diventato il "ragazzo senza ricompensa" di Jess e quando Nick decide di farlo notare a Jess, i due discutono. Durante la discussione, Jess ammette con Nick di aver pensato, una volta, a loro due insieme come una coppia, per poi abbandonare l'idea convinta che non sarebbero mai potuti durare. Jess decide così di uscire veramente con Sam, ma scopre che non è il ragazzo che sperava. Jess e Nick capiscono di non poter fare a meno l'uno dell'altra, in quanto vogliono essere amici ma a volte sono attratti l'uno dall'altra. I due mettono in chiaro alcuni punti e mantengono la loro amicizia su un gradino più alto del normale.
- Guest star: David Walton (Sam), Kali Hawk (Shelby), Taryn Southern (Megan), Rebecca Delgado Smith (Courtney), Anisha Adusumilli (April).
- Ascolti USA: 4 990 000 telespettatori[4]

## I nuovi vicini
- Titolo originale: Neighbors
- Diretto da: Steve Pink
- Scritto da: Berkley Johnson

### Trama
Arrivano dei nuovi vicini di pianerottolo, quattro ragazzi più giovani, che prendono subito in simpatia Jess, ma non Schmidt. Schmidt, tormentato dagli scherzi di Nick, si convince di essere vecchio; vorrebbe essere accettato dai nuovi ragazzi. Jess alla fine capisce che non può continuare a frequentare quei ragazzi molto più giovani di lei e Schmidt scopre che in realtà non piace ai nuovi ragazzi non perché è vecchio, ma per il suo modo di essere.
Winston ottiene la conduzione di un programma radiofonico mattutino.
- Guest star: Charlie Saxton (Chaz), Morgan Krantz (Fife), Jinny Chung (Sutton), Jasmine Di Angelo (Brorie), Stone Eisenmann (Nick bambino), Jordan Fuller (Winston bambino).
- Ascolti USA: 4 940 000 telespettatori[5]

## Modelle
- Titolo originale: Models
- Diretto da: Eric Appel
- Scritto da: Josh Malmuth

### Trama
È il compleanno di Cece e Jess si presenta a casa sua con una torta fatta apposta per lei. Per la prima volta dopo molti anni però Cece decide di festeggiare non come al solito a casa con Jess a mangiare la torta, guardare "Ragazze a Beverly Hills" in videocassetta e fare vestiti eleganti con gli asciugamani: quest'anno Cece vuole uscire a festeggiare, anche con le altre modelle, tra cui Nadia. Jess non è entusiasta di uscire con le modelle. Durante la festa, Jess si innervosisce per l'atteggiamento di Nadia e delle altre modelle, che la costringono a ballare e cantare come fosse un pupazzo. Jess e Cece finiscono per litigare, in quanto Jess non capisce come possa frequentare quelle ragazze. Così Jess se ne va, lasciando Cece con le altre modelle ad ubriacarsi. L'indomani, Jess dopo una chiacchierata con Nick capisce di aver esagerato con Cece e decide di andare dall'amica che è in crisi post sbornia, perciò non viene accettata al car show in cui avrebbe dovuto lavorare. Per aiutare Cece, che altrimenti verrebbe probabilmente licenziata, Jess decide di cimentarsi nel lavoro di modella, combinando disastri, e una volta finito rivaluta il lavoro dell'amica e le due si riappacificano.
A casa, Nick vuole comprarsi una tartaruga e chiamarla Jess. Schmidt regala un dolcetto a Nick, dicendogli che il motivo è perché l'ha pensato. Nick risponde che a lui non capita mai di pensare a Schmidt. Schmidt ci resta male e i due discutono. Ciò porta Nick a discutere anche con Winston, perché anche lui sostiene che Nick sia troppo poco espansivo. Alla fine i tre ragazzi finiscono per chiarire la situazione e ne scaturisce un momento di intenso affetto che rimarrà segreto.
La sera, insieme anche a Cece, i cinque amici si ritrovano a festeggiare il compleanno della ragazza.
- Guest star: Rebecca Reid (Nadia), Jason Antoon (ragazzo degli appunti), James M. Connor (Gary), Rob Reinis (Account Executive), Agnes Olech (Olya), Britni Stanwood (modella straniera), Greice Santo (Maria), Jesus Solorio (falso Wilmer Valderrama), Johanna Parker (Model Scout), Lauren Dair Owens (giovane Jess), Ariela Barer (giovane Cece), Stone Eisenmann (giovane Nick), Jordan Fuller (giovane Winston).
- Ascolti USA: 5 160 000 telespettatori[6]

## Halloween
- Titolo originale: Halloween
- Diretto da: Jesse Peretz
- Scritto da: David Iserson

### Trama
Quando Jess scopre che Sam è un pediatra, inizia a provare qualcosa per lui e decide di invitarlo alla festa di Halloween di beneficenza dove ha trovato lavoro per confessarle i suoi sentimenti.
All'appartamento arriva come ospite una vecchia fiamma di Nick, Amelia, con la quale riesce finalmente ad avere un rapporto che, però, non rispecchia le sue aspettative.
La sera di Halloween si ritrovano tutti alla festa dove lavora Jess e ognuno ha una svolta nella sua storia: Cece e Robby affermano il loro rapporto e Schmidt capisce che è il caso di accettare la situazione e finisce per apprezzare Robby, Winston chiude il suo rapporto con Shelby, arrivato ormai ad un punto cieco; Nick tronca subito la storia con Amelia. Sam confida a Nick di frequentare altre ragazze, convinto che Jess non voglia una storia seria. Nick così decide di combattere la sua paura per la Casa Stregata e andare a cercare Jess per avvertirla. Quando Nick incontra Jess però, spaventato dalla sua maschera, la colpisce con un pugno e viene buttato fuori dalla casa stregata, senza riuscire quindi ad avvertirla delle intenzioni non serie di Sam. Jess così finisce per chiedere a Sam di instaurare una relazione seria, ma riceve dall'uomo un rifiuto.
- Guest star: Maria Thayer (Amelia), Kali Hawk (Shelby), Nelson Franklin (Robby), Nate Hartley (Frankenstein), Zoë Hall (Infermiera zombie), David Walton (Sam), Lora Plattner (Mummia), Hesley Harps (Coat of Arms)[Da trudurre?], Evan Kishiyama (piccolo paziente), Ryan Christiansen (Poliziotto), Kenzie Dalton (Donna attraente).
- Ascolti USA: 4 750 000 telespettatori[7]

## Crisi isterica
- Titolo originale: Menzies
- Diretto da: Jason Woliner
- Scritto da: Kim Rosenstock

### Trama
Jess non ha abbastanza denaro per contribuire alle spese dell'appartamento, così i ragazzi la spingono ad iniziare a cercare attivamente un lavoro e Schmidt per darle un maggiore incentivo, decide di staccare l'acqua calda. Jess inizia allora a cercare lavoro ma il primo giorno di colloqui va molto male.
Nick viene messo di fronte al suo problema di controllo della rabbia così, per riflettere, il ragazzo va al parco dove incontra un anziano asiatico a cui inizia a raccontare i suoi problemi e dubbi, portandogli un apparente giovamento. L'anziano, rimanendo in silenzio, porta Nick in una piscina idromassaggio, dentro la quale inizia a cullarlo come un neonato riuscendo magicamente a fargli passare la rabbia che aveva dentro. Tornato a casa, trovando in una situazione critica Jess, Nick decide di aiutarla e portarla alla vasca idromassaggio dove, dopo attimi di imabarazzo e discussioni, riesce a farla tornare a credere in sé stessa tanto da convincerla a prendere parte ad altri colloqui e ad ottenere un lavoro.
Al lavoro, Schmidt conosce Emma Sharpe, la vicepresidente di divisione del Nord America, con cui accetta di iniziare un'esperienza sessuale particolare. Il ragazzo, fiero della cosa, decide di condividerla con Cece e Robby, il quale confessa alla ragazza di considerarla la ragazza più carina di tutte. Cece, confusa dalle dichiarazioni del ragazzo, corre da Schmidt per chiedere conferma del suo Stato di "cattiva ragazza" ma, quando i due finiscono per baciarsi, capisce che in fondo Robby ha ragione e, tra qualche risata, se ne va.
Contagiato dal negativismo di Jess, Winston si convince di avere una sindrome premestruale maschile. Quando però si ferma a riflettere, si rende conto di sentirsi così male perché gli manca Shelby e, per aiutarlo, Nick e Jess decidono di portarlo alla vasca idromassaggio sotto gli occhi di Schmidt e dell'anziano che non riescono a smettere di ridere.
- Guest star: Carla Gugino (Emma), Nelson Franklin (Robby), Molly Cheek (Marion), Ralph Ahn (Tran), Stone Eisenmann (giovane Nick), Dalila Ali Rajah (Intervistatore), Jacqueline Suzuki (Flute).
- Ascolti USA: 4 350 000 telespettatori[8]

## Tra mamma e papà
- Titolo originale: Parents
- Diretto da: Jesse Peretz
- Scritto da: Ryan Koh

### Trama
Jess ha pianificato il giorno del ringraziamento per passarlo sia con sua madre Joan e con suo padre, Bob, che, dopo il divorzio, non sono in ottimi rapporti. I genitori però, arrivano allo stesso orario e, conoscendo Jess da sempre, Cece capisce che in realtà la ragazza ha organizzato il tutto per cercare di farli riavvicinare, come in "Genitori in trappola". Pur non essendo d'accordo con la trappola di Jess, Cece e Nick decidono di prendere parte al suo piano: Cece aiuta Jess a rendere sua madre Joan attraente così che Bob, non riesca a resisterle; Nick nel mentre deve distrarre Bob e, una volta vista Joan, deve provarci con lei per far ingelosire l'uomo. Il piano però prende una piega inaspettata e Nick sembra realmente interessato a Joan mentre Bob, parlando con sua figlia, capisce il suo piano e la fa confessare. In un momento di distrazione, Nick sporca Bob che viene accompagnato da Joan in bagno dove, con sorpresa, gioia e stupore di Jess, i due finiscono per essere travolti dalla passione.
Schmidt si trova a dover affrontare una sfida guidata da Winston e Cece contro suo cugino per capire chi dei due sia il più virile. Arrivati alla cena, dopo una sfida culinaria, i due ancora non sono giunti ad una conclusione e, spinto da Cece, il cugino di Schmidt bacia Winston per poi capire che, in realtà, entrambi meritano l'appellativo di Schmidt.
Durante la cena, Jess confessa ai genitori di sapere del loro riavvicinamento ma, in un momento di durezza, i due confessano alla figlia che non torneranno mai insieme ma, quando se ne vanno, convengono che se nessuno dei due parlerà, non diranno mai alla figlia che si sono realmente riavvicinati.
- Guest star: Jamie Lee Curtis (Joan Day), Rob Riggle (Big Schmidt), Rob Reiner (Bob Day), Lauren Dair Owens (Jess da adolescente), Ariela Barer (Cece da adolescente), Matthew Jacob Wayne (giovane Schmidt), Michael Chey (giovane Big Schmidt).
- Ascolti USA: 4 110 000 telespettatori[9]

## Test della fertilità
- Titolo originale: Eggs
- Diretto da: Neal Brennan
- Scritto da: Kay Cannon

### Trama
Durante la cena per il loro anniversario, Sadie e Melissa, due amiche di Jess, rivelano alla ragazza a Cece e Nick di aspettare un bambino. I discorsi da quel momento in poi ruotano intorno alla gravidanza e, finita la cena, Jess comincia a pensare di dover fare le analisi per controllare i suoi ovuli e mettere su famiglia. Accompagnata anche da Cece, le due si sottopongono ai test e, nell'attesa, Jess diventa sempre più nervosa.
Nick, spinto da Winston e dal suo lavoro, decide di riprendere a scrivere il suo romanzo ma, incapace di buttare giù qualche parola, decide di ispirarsi a grandi scrittori per provare a raggiungere l'ispirazione.
Schmidt, disperato per non riuscire a soddisfare Emma, decide di chiedere aiuto a Sadie che, ascoltando le tecniche del ragazzo, gli conferma il suo Stato "d'esperto". Riprovando con la donna, Schimidt, suo malgrado, capisce di essere innamorato di Cece e di provare qualcosa solo con lei.
Intanto, arrivano i risultati delle analisi e Jess risulta perfettamente sana mentre, con molta sorpresa, Cece ha qualche problema relativo ai tempi di concepimento e, provando a parlarne con Robby, capisce che per il momento il ragazzo non vuole avere dei bambini.
Con alti e bassi, la giornata finisce e, con molta sorpresa, Nick finisce il suo romanzo "Z per Zombie" che legge ai suoi amici che lo giudicano terribile.
- Guest star: Carla Gugino (Emma), Nelson Franklin (Robby), June Diane Raphael (Sadie), Kay Cannon (Melissa).
- Ascolti USA: 4 120 000 telespettatori[10]

## Vasca da bagno
- Titolo originale: Bathtub
- Diretto da: Tristram Shapeero
- Scritto da: Donick Cary

### Trama
Jess propone ai suoi amici di comprare una vasca da bagno ma tutti declinano la proposta. Solo più tardi, Winston confessa a Jess di essere d'accordo con la sua idea e, per non farlo sapere a Nick e Schmidt decidono di fare tutto di nascosto. Il loro piano però, fallisce quando la vasca si rompe e, con lei, anche il tetto proprio sopra tutti i vestiti di Schmidt, portando Jess e Winston a inventare una rapina per giustificare il danno con l'amico.
Schmidt, impegnato al lavoro per ottenere una grossa promozione, decide di confessare i suoi sentimenti a Cece che, convinta dai buoni propositi del ragazzo, accetta di andare a cena con lui. La sera però, Emma trattiene il ragazzo al lavoro e, quando finalmente Schmidt riesce a presentarsi da Cece, la ragazza decide di chiamare la madre e accettare il matrimonio combinato, spezzando il cuore al ragazzo.
Al lavoro Nick, continua ad osservare da lontano una ragazza fino a quando, facendosi coraggio, oltrepassa il bancone e comincia a bere con lei. Conoscendo meglio Angie, la convince a rompere con il ragazzo che si presenta al bar per picchiare Nick. Tornato al suo posto, Nick riceve la visita di Angie che, ormai single, bacia il ragazzo, oltrepassando lei il bancone del bar.
- Guest star: Carla Gugino (Emma), Jeff Kober (Remy), Craig Gellis (Mike), Olivia Munn (Angie), Alicia Sixtos (Tiffany), Porscha Coleman (Blade), Peter Navy Tuiasosopo (Steve), Jeremiah Langston Barrow (Winston da adolescente), Paul McKinney (autista di Ed Teacher).
- Ascolti USA: 4 100 000 telespettatori[11]

## Babbo Natale
- Titolo originale: Santa
- Diretto da: Craig Zisk
- Scritto da: Luvh Rakhe

### Trama
I ragazzi si preparano al Natale e, parlando, scoprono che Winston ancora crede a Babbo Natale. Deridendo l'amico, i ragazzi decidono di trascorrere il Natale saltando di festa in festa e, tutti insieme, iniziano l'avventura: durante la prima festa, Angie confessa a Nick di apprezzare i suoi amici; Schmidt si rifiuta di parlare con Cece che, al contrario, vorrebbe mantenere dei buoni rapporti con lui; Jess vede Winston parlare con Sam e, alla vista del ragazzo, decide di scappare con gli amici.
Arrivano così alla seconda festa dove, con sorpresa, si presenta anche Sam che vorrebbe tornare con Jess la quale, però, si rifiuta per paura di soffrire ancora; Schmidt continua a rifiutare i tentativi di approccio di Cece; Nick, capendo che Angie è troppo esuberante per lui, finisce per rovinare tutto e la ragazza decide di andarsene.
Arrivano così alla terza festa dove, mentre Winston canta al karaoke, Schmidt ha una mezza conversazione con Cece, Nick e Jess parlano tra loro e il ragazzo capisce di aver rovinato tutto come al suo solito con una ragazza che gli interessava veramente. In quel momento, entra in sala Angie e, trovando molto coraggio, Nick riesce a riconquistarla.
I ragazzi stanno andando all'ennesima festa quando Jess capisce di voler tornare da Sam ma, vista la guida incerta, vengono fermati dalla polizia: sicura della sua sobrietà, Jess comincia a parlare e parlare e il poliziotto decide di non arrestarli. Guardandolo, i ragazzi, eccetto Schmidt, capiscono chi fosse: Babbo Natale.
Felici per l'incontro, i ragazzi arrivano in ospedale da Sam dove Jess decide di dargli un'altra chance, così come anche Schmidt decide di tornare ad essere amico di Cece, nonostante i suoi sentimenti.
- Guest star: David Walton (Sam), Olivia Munn (Angie), Paul Grace (Guardia della sicurezza), Edward Hong (Infermiere notturno), Jeris Poindexter (Poliziotto).
- Ascolti USA: 4 180 000 telespettatori[12]

## Weekend in baita
- Titolo originale: Cabin
- Diretto da: Alec Berg
- Scritto da: J.J. Philbin

### Trama
Jess accetta di trascorrere un week-end con Sam nella baita del suo capo e decide di invitare anche Nick e Angie per paura di non reggere la pressione. Il fine settimana però, non va secondo i piani di Jess e, quando Angie ci prova con Sam, la ragazza cerca di aprire gli occhi a Nick che, ancora, non ammette di non volere una relazione aperta. Le cose tra Angie e Nick sembrano risolversi mentre Sam cerca di consolare Jess che, finalmente, capisce di non dover cercare la perfezione. L'indomani, Nick si sveglia e scopre che Angie l'ha lasciato.
A casa, Schmidt pensa di dover aiutare Winston a tirare fuori il suo lato nero e così, facendo divertire l'amico che solo a fine giornata gli dirà di non averne bisogno, Schmidt decide di fare tutto quello che l'amico vuole e dice.
- Guest star: David Walton (Sam), Olivia Munn (Angie), Javier Calderon (ragazzo inquietante).
- Ascolti USA: 3 780 000 telespettatori[13]

## L'amore di un padre
- Titolo originale: A father's love
- Diretto da: Jake Kasdan
- Scritto da: Berkley Johnson e Josh Malmuth

### Trama
A casa dei ragazzi arriva Walt, il padre di Nick. L'uomo convince Nick, Jess e Winston ad andare con lui in un ippodromo dove, con un inganno, convince Jess ad investire dei soldi nell'acquisto di un cavallo, che poi vorrebbe rivendere al mercato nero. Scoperto l'inganno e capendo che il padre non è cambiato, Nick racconta tutto a Jess che, delusa, appoggia l'idea dell'amico: avere indietro i soldi. Accompagnando Walt all'incontro per vendere il cavallo, Nick e il padre non riescono a concludere l'affare ma, nonostante ciò, grazie allo zampino di Jess, dopo un litigio, sembrano riavvicinarsi. Il mattino seguente però, Jess scopre che Walt sta scappando di nascosto senza avere il coraggio di salutare prima Nick.
Intanto Schmidt spia Cece ad un incontro con il suo futuro marito dove scopre che la sua stessa idea è venuta anche a Robby e, così, dopo essere stati scoperti da Cece, i due decidono di allearsi per trovare un piano per non far sposare la ragazza e riconquistarla.
- Guest star: Nelson Franklin (Robby), Pasha D. Lychnikoff (acquirente #1), Ivo Nandi (acquirente #2), Dennis Farina (Walt Miller), Nick Vallelonga (Owner), Cris D'Annunzio (Dusty), Mona Sishodia (Pavun's Aunt), Stone Eisenmann (giovane Nick), Jordan Fuller (giovane Winston), Juliocesar Chavez (Kid).
- Ascolti USA: 3 650 000 telespettatori[14]

## Il maniaco
- Titolo originale: Pepperwood
- Diretto da: Lynn Shelton
- Scritto da: Nick Adams

### Trama
A scuola Jess scopre che uno tra i suoi studenti segue veramente le sue lezioni e ha portato a termine il compito assegnatogli al meglio delle aspettative della ragazza. Incuriosito dalla ragazza, Nick legge il romanzo di Edgard e, preoccupato dalla strana storia, decide di intrufolarsi alle lezioni di Jess con il nome di Julius Pepperwood e conoscere così Edgard. Sempre più convinto del lato oscuro di Edgard, Nick convince Jess a recarsi a casa del ragazzo dove anche lei si convince di avere di fronte a sé un assassino. Tornata a scuola per i ricevimenti, Jess si trova da sola con Edgard mentre Nick viene preso dalla compagna del ragazzo. Tornato a casa, Edgard viene fermato da Jess, accorsa in aiuto di Nick. Parlando, Edgard spiega di non essere un assassino e non voler uccidere Jess ma che le sue lezioni lo hanno ispirato e per questo l'ha fatta diventare la protagonista del romanzo. Jess insieme a Nick, si scusa con il ragazzo.
A casa, Winston si scontra con Cece che, imbarazzata, intruppa con le parti intime del ragazzo. Parlando con Schmidt dell'accaduto, Winston scopre che quello di "intruppare con le parti intime" è il pogo di Winston, cioè quell'argomento di cui gli amici parlano in sua assenza. Infuriato, Winston svela il pogo di Schmidt e, alla fine, anche Nick e Jess vengono a conoscenza del proprio mentre Cece, delusa, scopre di non averne uno e fa di tutto per averne.
L'indomani, mentre Nick cerca di rimediare al suo pogo, Schmidt ne crea un altro per Winston. Nick, ispirato dagli ultimi avvenimenti inizia a scrivere un altro libro "Il detective degli zombie".
- Guest star: Nathan Corddry (Edgar), Marcelo Tubert (Martin), Marcia Ann Burrs (donna anziana), Matthew McCray (Ben), Yimmy Yim (Susie).
- Ascolti USA: 4 050 000 telespettatori[15]

## Il trench
- Titolo originale: Cooler
- Diretto da: Max Winkler
- Scritto da: Rebecca Addelman

### Trama
Nick prende un pacco non indirizzato a loro contenente un trench da donna che, però, gli infonde profonda autostima. Schmidt, Winston e Nick vanno al bar a cercare di rimorchiare, lasciando Jess a casa da sola. Winston prova subito, senza riuscirci perché bloccato dal panico, ad approcciare con la bella Holly che però verrà contesa da Nick e Schmidt. Winston finisce per fare amicizia con Daisy, una ragazza che gli dice subito di essere fidanzata e che decide di aiutarlo. A casa Jess, impaurita da strani rumori, lascia messaggi a Sam e Cece per farli accorrere in suo aiuto e, proprio nel bel mezzo della serata, interrompe Nick chiedendogli di tornare a casa. Nick così decide di tornare a casa insieme a tutti gli altri: Schmidt, Winston, Daisy ed Holly. Tutti insieme, cominciano lo strano gioco dell'americano vero, che porta Nick e Jess a chiudersi in una camera dove per penitenza devono baciarsi.
Jess sembra non avere problemi a farlo, mentre Nick si rifiuta in ogni modo, dicendole "non così". Alla fine Nick pur di sottrarsi al bacio torna in salotto passando dal davanzale della finestra. Schmidt intanto riesce ad interessare Holly raccontandole della sua triste vicenda con Cece che, intanto, è corsa all'appartamento insieme al ragazzo con cui aveva un appuntamento. Per aiutare Schmidt con Holly, Cece finisce per far arrabbiare il ragazzo con cui era uscita. Winston scopre che Daisy in realtà non è fidanzata e i due si baciano. Quando arriva Sam, lui e Jess se ne vanno in camera loro ma ad un tratto Jess sente degli strani rumori, va in salone e chiama Nick. Nick apre la porta di casa e scopre che si tratta del cane della vicina, la quale è la padrona del trench che Nick indossa e che si vede costretto a restituirle. Prima di tornare ognuno nelle rispettive stanze, Nick prende coraggio e bacia Jess, che ricambia il bacio. Poi Nick se ne torna in camera e anche Jess, ancora sconvolta per l'accaduto.
- Guest star: Brooklyn Decker (Holly), Brenda Song (Daisy), Satya Bhabha (Shivrang), Andree Vermeulen (Beth), David Walton (Sam), Katie Wee (Ragazza che legge la mano), Sal Stowers (Yeah, Yeah, Yeah Girl).
- Ascolti USA: 4 740 000 telespettatori[16]

## Il giorno dopo
- Titolo originale: Table 34
- Diretto da: Tristram Shapeero
- Scritto da: David Iserson

### Trama
La mattina dopo il bacio tra Nick e Jess, Nick è terrorizzato e fugge non appena vede Jess. Entrambi sono confusi sul significato che quel bacio possa aver avuto: Jess ne parla con Cece e Nick ne parla con Winston. Tutti vanno ad una convention di matrimoni indiani, dove vengono divisi per tavoli a seconda della loro cultura e formazione: Jess finisce di tavolo con Schmidt mentre Cece con Nick. Winston spinge Nick a chiedere scusa a Jess. Jess decide di dire a Sam del bacio, ma Sam scoperto l'accaduto la lascia. Distrutta, Jess torna a casa piangendo e Nick continua a scusarsi e le promette che non la bacerà mai più, sperando che le cose tornino come prima. Cece finisce di nuovo a letto con Schmidt.
- Guest star: Meera Simhan (Anu), Andy Gala (Rajiv).
- Ascolti USA: 4 830 000 telespettatori[17]

## Il posto auto
- Titolo originale: Parking Spot
- Diretto da: Fred Goss
- Scritto da: Rebecca Addelman

### Trama
Schmidt scopre che nel parcheggio si è liberato il posto auto riservato al loro appartamento e condivide l'informazione con i coinquilini. Naturalmente il posto auto diventa causa di una disputa su chi dei 4 ragazzi lo merita maggiormente. Winston si ritira quasi subito per correre ad avere un rapporto sessuale da Daisy. Nick diventa arbitro e spetta a lui il compito di decidere chi, tra Jess e Schmidt, merita maggiormente tale posto auto. Inizialmente Nick lo assegna a Jess, ma Schmidt lo accusa di averlo fatto a causa del bacio che c'era stato tra i due. Schmidt ricorda a Nick che, baciando Jess, ha infranto il "patto di non scopanza" che i ragazzi avevano sottoscritto quando Jess era andata a vivere da loro. Dato che il patto prevedeva che qualora uno dei ragazzi fosse stato con Jess allora anche gli altri avrebbero dovuto farlo, perciò Schmidt bacia Jess ma ciò disgusta entrambi, che si pentono ben presto di averlo fatto. Nick dice a Jess di non essersi pentito di averla baciata, ma ne rimpiange le conseguenze ed il fatto che tale bacio abbia reso tutto molto strano. Winston ha passato tutto il giorno in un modo non previsto. Per consolarlo Nick dà a lui il parcheggio.
- Guest star: Brenda Song (Daisy), Satya Bhabha (Shrivang), Steve Agee (Dave), Kevin Linehan (Cassiere), E.J. Callahan (Vecchio che guida), Happy Mahaney (ragazzo dei preservativi).
- Ascolti USA: 4 310 000 telespettatori[18]

## Stagniversario
- Titolo originale: Tinfinity
- Diretto da: Max Winkler
- Scritto da: Kim Rosenstock e Josh Malmuth

### Trama
Schmidt organizza la festa per i dieci anni di convivenza con Nick e affida solo compiti di poco conto all'amico che si sente denigrato.
Jess intanto cerca un ragazzo per dimenticare "le labbra di Nick" e incontra Jax, un campione di football intervistato da Winston. Winston, preoccupato per la possibile relazione, cerca di sabotare l'amica che, però riesce ad avvicinarsi al ragazzo.
La festa ha inizio e tra alti e bassi tutto procede bene fino a quando Shrivang, il ragazzo di Cece, le propone di sposarlo in modo molto romantico ottenendo un si come risposta e facendo cadere Schmidt in depressione. Anche Jax fa una dichiarazione d'amore un po' troppo impegnativa a Jess e lei scappa 
A fine serata, Jess, Nick, Winston e Schmidt si ritrovano insieme, lontani dalla festa, come veri e propri amici/coinquilini.
- Guest star: Nelson Franklin (Robby), Satya Bhabha (Shrivang), Steve Howey (Jax McTavish), Matthew J. Cates (Salesman), Jimmy Bellinger (DJ), Josh Margolin (Ragazzo in fila), Stuart Allan (Bambino), Michael Vlamis (Hipster Jerkwad), Josh Winot (Stuart), Chris Dotson (Ragazzo tecnologico), Elaine Loh (Lorraine).
- Ascolti USA: 4 290 000 telespettatori[19]

## Attrazione semi-fatale
- Titolo originale: Quick Hardening Caulk
- Diretto da: Lorene Scafaria
- Scritto da: Brett Baer e Dave Finkel (soggetto); Ryan Koh (sceneggiatura)

### Trama
Nick vuole organizzare la “Serata dei ragazzi” al bar, dove è arrivato un nuovo capo, Shane, con cui ha una relazione. Jess vedendo il suo impegno ne è attratta e, sotto l'effetto degli antidolorifici che è costretta ad assumere a causa di un forte colpo al volto, confessa ciò che prova all'amico. Nick è scosso, perché ora sta con Shane ma non avrebbe mai iniziato nulla con lei se lo avesse saputo. Winston porta Schmidt all'acquario per distrarlo da Cece, ma qui vede un pesce raro e lo fa diventare il suo nuovo oggetto del desiderio. Durante il tentativo di cattura Schmidt viene punto da una medusa e finisce all'ospedale. Arriva Cece che gli porta l'ambito pesce ma se ne va prima che riprenda conoscenza, sotto consiglio di Winston. Al risveglio Schmidt capisce che deve lasciare il pesce libero nell'oceano, proprio come con la ragazza. Jess va alla serata al bar, vede Nick con Shane e scappa a casa; lui la segue e i due litigano per poi baciarsi.
- Guest star: Odette Annable (Shane), Christopher Gehrman (guida dell'acquario), Peter Navy Tuiasosopo (Big Bob), Darlene Kardon (Anziana al market), Jeff Bowser (Ragazzo ubriaco), Sean Taylor (Ragazzo #1), Casey Adams (Ragazzo #2).
- Ascolti USA: 4 260 000 telespettatori[20]

## Chicago
- Titolo originale: Chicago
- Diretto da: Jake Kasdan
- Scritto da: Luvh Rakhe

### Trama
Nick informa gli amici della morte del padre così, tutti insieme, partono per Chicago per prendere parte al funerale di Walt. Una volta arrivati a casa di Nick, Jess scopre che tutta la famiglia fa affidamento esclusivamente su di lui e decide così di aiutarlo con l'organizzazione del funerale, che deve avvenire in un giorno facendo riferimento al tema "Elvis". L'indomani il funerale è un disastro e la madre di Nick sta per disdire tutto quando, grazie all'intervento eccentrico e repentino di Jess, le cose si mettono per il meglio e il funerale ha luogo per il meglio.
Ripartendo per casa, la signora Miller accetta finalmente Jess e Schmidt riesce a superare la sua paura per la morte.
- Guest star: Margo Martindale (Bonnie Miller), Ellen Albertini Dow (Vecchia zia Ruthie), Eric Edelstein (Elvis), Bill Burr (Cugino Bobbie), Nick Kroll (Jamie), Lila Lucchetti (Deann), Emily Wilson (Carol), Kai Caster (Cugina).
- Ascolti USA: 4 190 000 telespettatori[21]

## Primo appuntamento
- Titolo originale: First Date
- Diretto da: Lynn Shelton
- Scritto da: J.J. Philbin e Berkley Johnson

### Trama
Nick riesce ad avere un primo appuntamento con Jess ma durante la cena incontrano l'ex di lei, Russell.
Nick si trova in difficoltà e non riesce ad ammettere a Jess di voler iniziare una relazione con lei. A fine serata i due si fanno una promessa: tenersi a distanza fino a che non riusciranno a definire ciò che c'è tra loro.
- Guest star: Steve Agee (Dave), Brian Stack (Poliziotto), Dermot Mulroney (Russell), Ralph Ahn (Tran), Joe Zazzu (Maitre), Chelsey Crisp (Brandy), Ron Funches (Musicista di strada).
- Ascolti USA: 4 770 000 telespettatori[22]

## Addio al nubilato
- Titolo originale: Bachelorette Party
- Diretto da: Matt Sohn
- Scritto da: Kay Cannon e Sophia Lear

### Trama
Arriva la partecipazione di nozze per il matrimonio di Cece, che si celebrerà fra 3 settimane. Jess decide di organizzare per Cece una festa di addio al nubilato a sorpresa.
Nel frattempo arrivano dall'India, per conoscere Cece, la nonna e una zia di Shivrung, il suo promesso sposo.
Schmidt va da Cece, pretendendo che il suo invito al matrimonio sia valido anche per un'accompagnatrice da lui scelta. Cece dice a Schmidt che gli concederà di portarsi un'accompagnatrice solo se per la data del suo matrimonio avrà una relazione seria con una donna. Quando però la fidanzata di Schmidt ai tempi del liceo, Elizabeth, gli spiega che lui ormai si è trasformato completamente e che lei non vuole più avere a che fare con la nuova persona che è, Schimdt decide di chiedere scusa a Cece e le dice che non porterà nessuna accompagnatrice al suo matrimonio. Poco dopo, Schmidt torna da Elizabeth dicendole che il ragazzo che era in passato esiste ancora da qualche parte.
Jess attira Cece a casa sua per la festa a sorpresa, con la scusa di doverle ridare un cd, ma la zia di Shivrung obbliga Cece a portarla con sé, perché vuole conoscere la sua amica Jess. Cece confessa alle sue amiche di essere preoccupata perché si sposerà con un uomo che non ha mai visto nudo. Così Jess chiede a Nick e Winston di procurare per Cece una foto del pene di Shivrung ma nell'intento Winston manda a Jess la foto sbagliata ovvero la foto del pene di Nick. Intanto Cece chiede alle ragazze di modificare totalmente la festa, a causa della presenza della zia di Shivrung. Tuttavia una delle modelle fa vedere a tutte un video su Cece, così la zia di Shivrung si arrabbia con lei ed è sdegnata per il suo comportamento. Cece allora le dice che non sapeva nulla della festa e che non è quello il suo mondo. Sentendola parlare così, Jess dice a Cece che forse non dovrebbe sposare Shivrung finché non lo conoscerà meglio. Cece e Jess fanno poi pace e Cece chiede a Jess di essere la sua damigella d'onore.
- Guest star: Merritt Wever (Elizabeth), Satya Bhabha (Shivrung), June Diane Raphael (Sadie), Roma Chugani (Ankita), Rebecca Reid (Nadia), Lauren Dair Owens (Jess Adolescente), Jaidan Jiron (Giovane Cece), Sudha Desai (nonna), Frank Cappello (spogliarellista), Britni Stanwood (Modella #1), Margarita Kallas (Modella #2), Parker Block (Modella #3), Talia Toms (Hot Girl #1), Katie Walder (Hot Girl #2), Cynthia Murrell (Hot Girl #3).
- Ascolti USA: 4 090 000 telespettatori[23]

## La prima volta
- Titolo originale: Virgins
- Diretto da: Alec Berg
- Scritto da: Elizabeth Meriwether

### Trama
Il ragazzo con cui Jess ha perso la verginità è in città e vuole uscire con lei: la notizia fa impazzire di gelosia Nick. I ragazzi si sfidano a raccontare le loro prime volte, per decidere quale sia la più imbarazzante. Schmidt pensa di vincere, perché la prima volta che l'ha fatto con Elizabeth ha combinato un pasticcio con del lubrificante e Nick, che si trovava lì per caso. Winston ricorda fiero la sua prima volta da ragazzo a New York, ma Nick gli confessa che la signora era una prostituta pagata da suo padre. Cece perde la verginità la sera del ballo, con Mick Jagger che passava lì per caso. La stessa sera del ballo, Jess non riesce a concludere con il suo invitato né con un ragazzo che incontra per caso, così arriva a ventidue anni ancora vergine: rincontra in un bar il ragazzo misterioso della sera del ballo, e si appartano per farlo in un castello del minigolf, ma le cose si mettono male: rimangono incastrati durante una festa di bambini, nella panchina accanto trovano un uomo morto accoltellato, e alla fine il ragazzo dichiara di essere gay. Jess si fa accompagnare a casa dal pompiere che l'ha salvata dal castello, Teddy, e fa l'amore con lui per la prima volta. Tutti se ne vanno: Schmidt fa l'amore con Elizabeth, Winston con Daisy e anche Jess esce per incontrare Teddy, ma Nick la ferma in ascensore e la porta in braccio fino in camera sua, dove fanno l'amore per la prima volta.
- Guest star: Dylan O'Brien (Ragazzo depresso), Dennis Farina (Walt Miller), Merritt Wever (Elizabeth), Satya Bhabha (Shivrang), Brenda Song (Daisy), Lauren Weedman (Mysteria), Carla Renata (Octopussy), Johnny Pemberton (Ragazzo del ballo), Joseph Culp (Mick Jagger), Christopher Wallinger (Teddy Sherman), Nick Adams (Barista).
- Ascolti USA: 3 570 000 telespettatori[24]

## Il compleanno di Winston
- Titolo originale: Winston's Birthday
- Diretto da: Max Winkler
- Scritto da: Brett Baer e Dave Finkel

### Trama
Nick e Jess hanno finalmente passato la notte insieme, ma quando Nick va a prepararle la colazione scopre l'arrivo improvviso di Bob, il padre di Jess. Jess è costretta a lasciarli da soli, dovendosi recare a un importante colloquio di lavoro, e prega Nick di non dire niente al padre. Cece passa un momento di difficoltà, perché dormendo le si sono rovinati i tradizionali tatuaggi mehndi per matrimonio e l'henné le ha anche sporcato il viso. Schmidt litiga con Elizabeth perché si basa troppo sulle apparenze rispetto al passato, ma alla fine riesce a dimostrarle di essere lo stesso ragazzo di cui si era innamorata al college, più magro. Alla fine, Nick prepara a Jess sul tetto la colazione che non era riuscito a portarle la mattina, ma arrivano anche Schmidt ed Elizabeth per osservare le stelle, e Winston, felice perché crede che si tratti di una festa a sorpresa per il suo compleanno, che tutti hanno dimenticato.
- Guest star: Merritt Wever (Elizabeth), Curtis Armstrong (dott. Foster), Mary Lynn Rajskub (Peg), Satya Bhabha (Shivrang), Maureen Sebastian (Jill), Rob Reiner (Bob), Lewis Dauber (Old Sub)[Da trudurre?], Adam Sauter (Riley), Prem Shelat (Miguel), Karlin Walker (Studente #1), Eshun Melvin (Studente #2), Taylar Hollomon (Studente #3), Thomas Barbusca (Bambino).
- Ascolti USA: 3 940 000 telespettatori[25]

## Il grande giorno
- Titolo originale: Elaine's Big Day
- Diretto da: Jake Kasdan
- Scritto da: Christian Magalhᾶes e Bob Snow

### Trama
È il giorno del matrimonio di Cece. Mentre Nick fa di tutto per mostrare a Jess il meglio di sé, Schmidt per sbaglio vede Cece prima della cerimonia, si convince che la ragazza non voglia in realtà sposarsi e organizza un sabotaggio con Winston. Inizialmente Jess è convinta che anche Nick partecipi al piano, ma quando capisce la verità è tardi e la cerimonia è già stata sabotata. Durante il sabotaggio Nick e Jess si trovano nel condotto di aerazione ed hanno una conversazione che provoca una rottura nel rapporto ancora confuso. Cece allora confessa a Shivrang che non vuole sposarlo, essendo innamorata di un altro, e anche Shivrang rivela di amare una certa Elaine. Elizabeth capisce che Cece ama Schmidt, e gli chiede di scegliere tra loro due. Lui fugge a gambe levate. Nick vuole rompere con Jess per paura di essere troppo incasinato per lei, ma Winston lo convince a dare una possibilità alla storia; allora Nick va a cercare Jess, che gli chiede di ricominciare la loro relazione. Così si baciano e, finalmente felici, saltano in macchina e partono senza una meta.
- Guest star: Taylor Swift (Elaine), Merritt Wever (Elizabeth), Satya Bhabha (Shivrang), Ajay Mehta (Prete), Rob Reiner (Bob).
- Ascolti USA: 4 070 000 telespettatori[26]